# 1960-as Copa Libertadores
Az 1960-as volt a Copa Libertadores legelső kiírása. Az alkalommal még mindössze hét csapat vett részt a küzdelmekben.
A történelmi első mérkőzést az uruguayi bajnok Peñarol és a bolíviai Jorge Wilstermann játszotta egymással. A torna első gólját az uruguayi csapat egy játékosa, Carlos Borges szerezte, és az első mesterhármas is egy Peñarol-játékos, Alberto Spencer nevéhez fűződik.
A torna győztese végül a Peñarol együttese lett, a döntőben a paraguayi Olimpiát legyőzve.

## Háttér
Bár a kupa létrehozója, a CONMEBOL már 1916-ban létrejött, több, mint négy évtizedig az egyes tagországok klubjai csak barátságos meccseket játszottak egymással. Egy nemzeteken átívelő kupasorozat ötlete először 1958-ban az akkori CONMEBOL-elnök, José Ramos Freitas fejében született meg, a megvalósítás azonban még több, mint egy évet váratott magára.
Annak ellenére, hogy az összes dél-amerikai labdarúgó-szövetségnek megvolt a lehetősége, hogy a bajnokcsapatát elküldje a tornára, a tízből végül csak heten éltek a lehetőséggel, ugyanis Peru és Venezuela úgy döntött, nem indítja aktuális bajnokát, Ecuadornak pedig abban az évben nem volt ilyen csapata. A Olimpia Asunción került abba a szerencsés helyzetbe, hogy játék nélkül továbbjutott, miután ő kapta meg a nem induló perui csapatot.
Az első néhány kiírást, így ezt is, viszonylag gyér sajtóérdeklődés kísérte, főleg a már akkor is komoly futballkultúrával rendelkező Argentínában és Brazíliában, ugyanis a legtöbb sportlap nem jósolt hosszú jövőt a sorozatnak.

## Résztvevők
| Ország    | Csapat                          | Kvalifikáció módja       |
| --------- | ------------------------------- | ------------------------ |
| Argentína | San Lorenzo (1. torna)          | 1959-es argentin bajnok  |
| Bolívia   | Jorge Wilstermann (1. torna)    | 1959-es bolíviai bajnok  |
| Brazília  | Bahia (1. torna)                | 1959-es brazil bajnok    |
| Chile     | Universidad de Chile (1. torna) | 1959-es chilei bajnok    |
| Kolumbia  | Millonarios (1. torna)          | 1959-es kolumbiai bajnok |
| Paraguay  | Olimpia Asunción (1. torna)     | 1959-es paraguayi bajnok |
| Uruguay   | Peñarol (1. torna)              | 1959-es uruguayi bajnok  |

## Első kör

### 1. csoport
| Csapat      | M | Gy | D | V | RG | KG | GK | P |
| ----------- | - | -- | - | - | -- | -- | -- | - |
| San Lorenzo | 2 | 1  | 0 | 1 | 5  | 3  | +2 | 2 |
| Bahia       | 2 | 1  | 0 | 1 | 3  | 5  | −2 | 2 |

| 1960. április 20. |

| San Lorenzo                 | 3–0 | Bahia |
| --------------------------- | --- | ----- |
| Oscar Rossi Ruiz Sanfilippo |     |       |

| Palacio Ducó, Buenos Aires (Argentína) Nézőszám: ≈10 000 Játékvezető: Esteban Marino (uruguayi) |

| 1960. május 3. |

| Bahia                  | 3–2 | San Lorenzo |
| ---------------------- | --- | ----------- |
| Carlitos Flávio Marito |     | Sanfilippo  |

| Fonte Nova, Salvador (Brazília) Nézőszám: ≈18 000 Játékvezető: Eustasio Catebeke (paraguayi) |

### 2. csoport
| Csapat            | M | Gy | D | V | RG | KG | GK | P |
| ----------------- | - | -- | - | - | -- | -- | -- | - |
| Peñarol           | 2 | 1  | 1 | 0 | 8  | 2  | +6 | 3 |
| Jorge Wilstermann | 2 | 0  | 1 | 1 | 2  | 8  | −6 | 1 |

| 1960. április 19. |

| Peñarol                                            | 7–1   | Jorge Wilstermann |
| -------------------------------------------------- | ----- | ----------------- |
| Borges 13' 27' Spencer 35' 58' 67' 90' Cubilla 20' | (4–0) | Alcólcer 49'      |

| Centenario, Montevideo (Uruguay) Nézőszám: ≈35 000 Játékvezető: Carlos Robles (chilei) |

| 1960. április 30. |

| Jorge Wilstermann | 1–1   | Peñarol     |
| ----------------- | ----- | ----------- |
| García 55'        | (0–1) | Cubilla 43' |

| Hernando Siles, La Paz (Bolívia) Nézőszám: ≈30 000 Játékvezető: José Luis Praddaude (argentin) |

### 3. csoport
| Csapat               | M | Gy | D | V | RG | KG | GK | P |
| -------------------- | - | -- | - | - | -- | -- | -- | - |
| Millonarios          | 2 | 2  | 0 | 0 | 7  | 0  | +7 | 4 |
| Universidad de Chile | 2 | 0  | 0 | 2 | 0  | 7  | −7 | 0 |

| 1960. május 8. |

| Universidad de Chile | 0–6 | Millonarios                    |
| -------------------- | --- | ------------------------------ |
|                      |     | Klinger Pizarro Micheli Larraz |

| Nacional, Santiago (Chile) Nézőszám: ≈18 000 Játékvezető: Juan Carlos Armental (uruguayi) |

| 1960. május 15. |

| Millonarios | 1–0 | Universidad de Chile |
| ----------- | --- | -------------------- |
| Micheli     |     |                      |

| El Campín, Bogotá (Kolumbia) Nézőszám: ≈25 000 Játékvezető: Juan Carlos Armental (uruguayi) |

## Elődöntő

### A elődöntő
| Csapat      | M | Gy | D | V | RG | KG | GK | P |
| ----------- | - | -- | - | - | -- | -- | -- | - |
| Peñarol     | 2 | 0  | 2 | 0 | 2  | 2  | 0  | 2 |
| San Lorenzo | 2 | 0  | 2 | 0 | 2  | 2  | 0  | 2 |

| 1960. május 18. |

| Peñarol    | 1–1   | San Lorenzo |
| ---------- | ----- | ----------- |
| Linazza 2' | (1–1) | Boggio 18'  |

| Centenario, Montevideo (Uruguay) Nézőszám: ≈55 000 Játékvezető: Carlos Robles (chilei) |

| 1960. május 24. |

| San Lorenzo | 0–0   | Peñarol |
| ----------- | ----- | ------- |
|             | (0–0) |         |

| Palacio Ducó, Bogotá (Kolumbia) Nézőszám: ≈15 000 Játékvezető: Carlos Robles (chilei) |

| 1960. május 29. |

| Peñarol         | 2–1   | San Lorenzo    |
| --------------- | ----- | -------------- |
| Spencer 61' 89' | (0–0) | Sanfilippo 86' |

| Centenario, Montevideo (Uruguay) Nézőszám: ≈45 000 Játékvezető: José Dimas Larrosa (paraguayi) |

### B elődöntő
| Csapat           | M | Gy | D | V | RG | KG | GK | P |
| ---------------- | - | -- | - | - | -- | -- | -- | - |
| Olimpia Asunción | 2 | 1  | 1 | 0 | 5  | 1  | +4 | 3 |
| Millonarios      | 2 | 0  | 1 | 1 | 1  | 5  | −4 | 1 |

| 1960. május 8. |

| Millonarios | 0–0   | Olimpia Asunción |
| ----------- | ----- | ---------------- |
|             | (0–0) |                  |

| El Campín, Montevideo (Uruguay) Nézőszám: ≈35 000 Játékvezető: José Antonio Sundheim (kolumbiai) |

| 1960. május 15. |

| Olimpia Asunción                 | 5–1 | Millonarios   |
| -------------------------------- | --- | ------------- |
| Doldán Melgarejo Recalde Noriega |     | Rubén Pizarro |

| Manuel Ferreira, Asunción (Paraguay) Nézőszám: ≈35 000 Játékvezető: José Luis Praddaude (argentin) |

## Döntő
A döntő lebonyolítása a mai szokásoktól eltérően még oda-visszavágós rendszerű volt, ahol az éppen aktuális pályaválasztó csapat a saját stadionjában játszhatott. A győztes végül a Peñarol lett, miután a hazai egygólos győzelem után idegenben az utolsó percekben sikerült kiharcolnia a döntetlent.
| 1960. június 12. |

| Peñarol     | 1–0   | Olimpia Asunción |
| ----------- | ----- | ---------------- |
| Spencer 79' | (0–0) |                  |

| Centenario, Montevideo (Uruguay) Nézőszám: 44 690 Játékvezető: Carlos Robles (chilei) |

| 1960. június 19. |

| Olimpia Asunción | 1–1   | Peñarol     |
| ---------------- | ----- | ----------- |
| Recalde 28'      | (1–0) | Cubilla 83' |

| Puerto Sajonia, Asunción (Paraguay) Nézőszám: 20 000 Játékvezető: José Luis Praddaude (paraguayi) |

## Góllövőlista
| # | Játékos          | Csapat           | Gól |
| - | ---------------- | ---------------- | --- |
| 1 | Alberto Spencer  | Peñarol          | 7   |
| 2 | Rubén Pizarro    | Millonarios      | 4   |
| 2 | José Sanfilippo  | San Lorenzo      | 4   |
| 4 | Luis Cubilla     | Peñarol          | 3   |
| 5 | Carlos Borges    | Peñarol          | 2   |
| 5 | Luis Doldán      | Olimpia Asunción | 2   |
| 5 | Marino Klinger   | Millonarios      | 2   |
| 5 | Hipólito Recalde | Olimpia Asunción | 2   |